# Paras Rejo
Paras Rejo is een bestuurslaag in het regentschap Pasuruan van de provincie Oost-Java, Indonesië. Paras Rejo telt 2756 inwoners (volkstelling 2010).